# Byrsonima hypoleuca
Byrsonima hypoleuca là một loài thực vật có hoa trong họ Malpighiaceae. Loài này được Turcz. mô tả khoa học đầu tiên năm 1858.